# Eidgenössische Betriebszählung
Die Betriebszählung (BZ) ist eine gesamtschweizerische Befragung aller Betriebe und Unternehmen des sekundären und tertiären Sektors, die durch das Bundesamt für Statistik (BFS) der Schweiz mit Unterstützung der regionalen statistischen Ämter durchgeführt wird. Ihre Zielsetzung besteht in der vollständigen Erfassung aller wirtschaftlichen Produktionseinheiten unter ökonomischen, sozialen und räumlichen Gesichtspunkten. Die BZ aktualisiert das Betriebs- und Unternehmensregister (BUR) und dient als Referenz für eine Reihe von Statistiken.

## Gesetzliche Grundlagen
Verordnung über die Durchführung von Statistischen Erhebungen des Bundes vom 30. Juni 1993 (SR 431.012.1)

## Art der Erhebung
Die BZ ist eine Vollerhebung. Erhoben werden deren Daten über Papierfragebogen, Online-Fragebogen (eSurvey) und Profiling (separate Befragung von grossen Verwaltungseinheiten und Unternehmen). Die Teilnahme an der Erhebung ist obligatorisch.

## Erfassungsmerkmale
Die BZ ist eine Erhebung der Arbeitsstätten und Unternehmen des sekundären und tertiären Sektors.
Erfasst werden Standort (Adresse), wirtschaftliche Tätigkeit, Anzahl Beschäftigte nach Beschäftigungsgrad, Geschlecht und Nationalität auf Gemeindeebene (und auf der Ebene Hektare für geokodierte Daten).

## Durchführung
Die erste Zählung fand 1905 statt. Seither wird sie drei Mal pro Jahrzehnt (das heisst, in den Jahren, die mit 1, 5 und 8 enden) durchgeführt. Stichtag für das laufende Kalenderjahr ist jeweils der letzte Arbeitstag im September.

## Quelle
- Bundesamt für Statistik (BFS), Betriebszählung (BZ), Steckbrief